# 西日本福音ルーテル教会
西日本福音ルーテル教会（にしにほんふくいんるーてるきょうかい、略称WJELC）は日本のプロテスタント福音派のルター派の教団。
大阪府、兵庫県、岡山県、鳥取県、島根県、広島県、香川県、徳島県、千葉県に伝道している。神戸ルーテル神学校、聖書学院、「心に光を」メディアセンター、蒜山バイブルキャンプなどを持っている。香港、台湾、インドネシア、モンゴルなどの海外教会と協力している。

## 特色
- 聖書信仰。
- 世界教会信条とルーテル教会が一般に認めている信条を受け入れている。
- 万人祭司
- 恵みの賜物の強調
- 信徒主義と平易な礼拝形式をモットーにしている。
- 教会政治は長老制を採用している。
- 女性伝道者を認めているが、牧師就任は認めておらず、伝道師として招聘される。

## 沿革
- 1949年6月　ノルウェー・ルーテル伝道会（ノルウェー語版、英語版）のG・エイクリー夫妻が最初の宣教師として来日した[3]。彼らは、賀川豊彦の協力により兵庫県明石市で伝道を開始した[3]。中国の共産革命で、伝道会は日本伝道を正式に決定して、中国から引き上げた宣教師が来日した。
- 1962年3月　元ノルウェー・ルーテル伝道会のもとにあった8教会によって結成された。
- 1965年6月7日　宗教法人認可[1]
- 1990年：ラジオ番組「ルーテルアワー・心に光を」の制作を、放送伝道活動を打ち切った日本ルーテル・アワーから承継する。

## 主な牧師
- 鍋谷堯爾（初代議長）[1]

## 雇用調整助成金の不正受給問題
2021年3月24日、新型コロナウイルス感染症の影響に伴う特例である雇用調整助成金を不正受給していたことが報じられた。
教団は2020年5月に申請し、9月に933万円を受給したが、監督機関の兵庫労働局から「本当に休業をしていたのか」などと指摘され、2021年2月に全額を返金していた。助成金が認められるのは「コロナの影響で事業が縮小し、1カ月間の売上が前年同月比5%以上減少し、休業を実施していること」が条件であるが、実際には牧師たちは働いており、対面できない信徒への連絡をしていたり、オンラインで礼拝を配信していた。しかし、出勤簿に印鑑を押さないよう教団側は牧師たちに指示していたという。
当時の教団事務局長らが各教会の牧師らに賛否を問い、賛成多数となったため申請が行われたが、「不正なのではないか」と疑問視する牧師もあった。礼拝再開後の2020年6月分の申請は直前に取り下げが決まり、行われなかったという。
同月25日、教団は「雇用調整助成金の返納の件について」という文書を公表、経緯説明を行った。それによると、2020年4月7日に緊急事態宣言が発出されたため、感染防止のため同年4月19日から5月31日まで教会を閉鎖し礼拝を休止したことを「実質的な休業」と見做したという。休業期間における牧師たちの活動は「進んで無償奉仕を行ったものであり、業務には当たらない」と認識していたが、「信仰的な観点では奉仕であっても、法的にはすべて業務にあたる」と判明し、兵庫労働局と話し合いの上で解決したとしている。また26日に公表した文書「雇用調整助成金返納についての説明とお詫び」では、「当初の私たちの業務に関する認識が、法に照らして間違っていたと、深く反省しております」との謝罪の弁とともに、近日中に第三者を含む検証委員会を立ち上げ、申請から返納に至る経緯にどのような問題があったかを検証していくことの報告もなされた。